# Москудья (село)
Москудья — село у складі Куєдинського муніципального округу Пермському краї.

## Географічне положення
Село розташоване в західній частині округу на відстані приблизно 4 кілометри на захід по прямій від центральної садиби 3-го Держконезаводу .

## Клімат
Клімат помірно континентальний. Зима тривала, сніжна. Середня температура січня –14…–15 °C. Літо помірно тепле. Найтепліший місяць – липень. Середня температура липня 18,5 °C. середня річна температура становить +2,1 °C. Абсолютний максимум липневих температур сягає +38 °C, а мінімальний +2 °C. Тривалість вегетаційного періоду (з температурою вище +5 °C) коливається від 155 до 165 днів, безморозний період коливається від 110 до 130 днів. Період із температурою повітря вище 10 °C триває протягом 125 днів. Опадів у середньому випадає 450-550 мм. Середня дата першого заморожування 20 вересня. Сніговий покрив встановлюється наприкінці жовтня — на початку листопада і тримається в середньому 170—190 днів на рік. Середня дата появи першого сніжного покриву 18 жовтня. Товщина снігу до березня сягає 60-70 см  .

## Історія
Село з 2006 до 2020 року входило до складу Нижньосавінського сільського поселення Куединського району. Після скасування обох муніципальних утворень у травні 2020 р. має статус рядового населеного пункту Куединського муніципального округу.

## Населення
Постійне населення становило 146 осіб у 2002 році (98% росіяни) , 90 осіб у 2010 році  .